# باد شینوک
باد شینوک یا به‌طور خلاصه شینوک (به انگلیسی: Chinook wind) نوعی باد گرم و خشک از نوع فون (گرم‌باد) است که در دامنه‌های شرقی کوه‌های راکی در کانادا و ایالات متحده آمریکا می‌وزد. جهت این باد تابع ناهمواری‌های محلی بوده و فصل وزش آن زمستان و بهار است. شینوک بادی جنوب غربی محسوب می‌گردد که ناشی از دپرسیون قاره‌ای است.

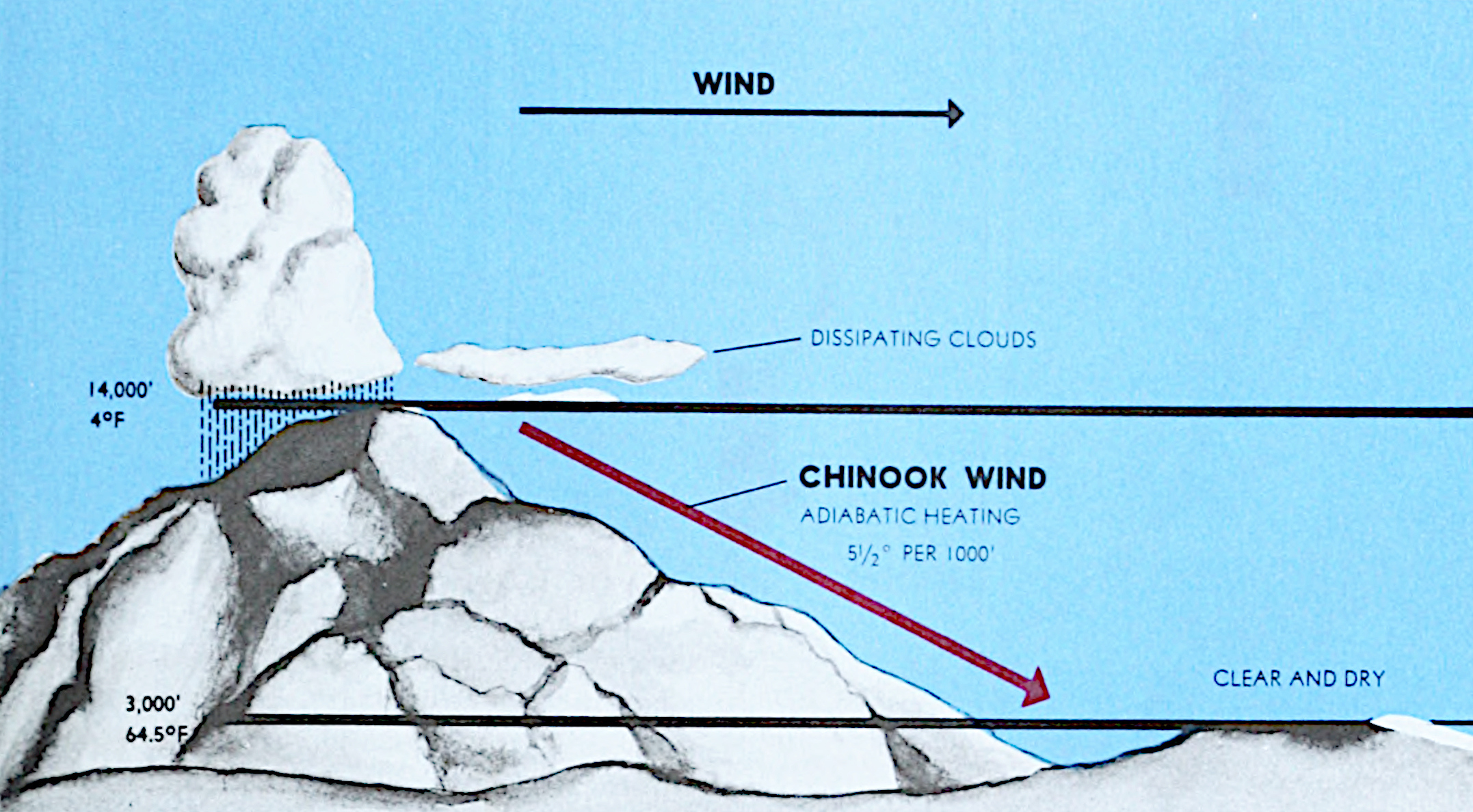
گرم شدن آدیاباتیک هوای در حال نزول، باعث ایجاد باد چینوک می‌شود.

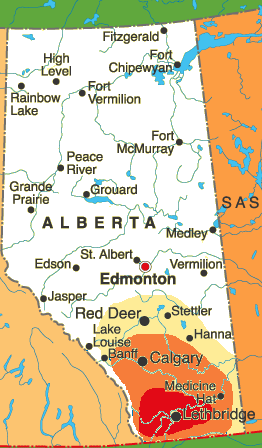
محدوده وزش بادچینوک در کانادا

## نگارخانه

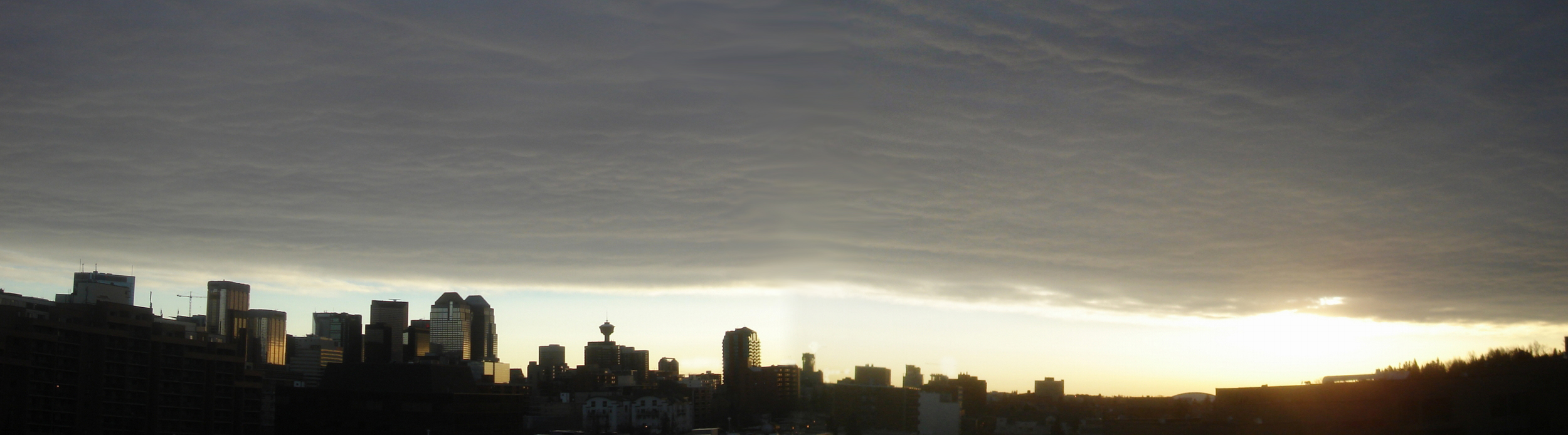
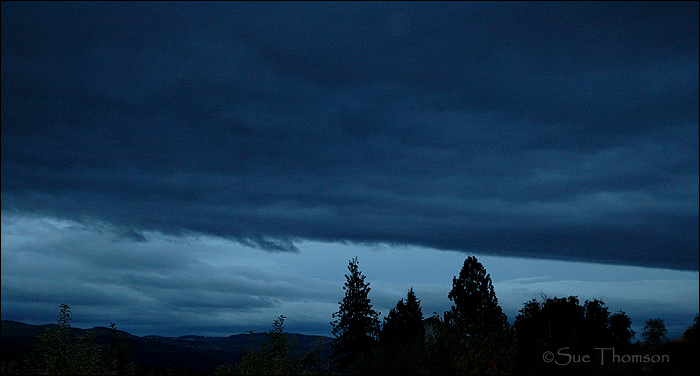